# 陈绍华
陈绍华（1954年8月12日—），职业设计师，祖籍浙江上虞，现居深圳。先后就读于西安美术学院（1972-1975），中央工艺美术学院（1978-1982）；深圳平面设计协会创始人之一，现任该协会学术委员；从事商业及社会类平面设计创作，业余亦发表时政评论与随笔。

## 生平
1954年，生于浙江上虞，学龄前随父母移居陕西西安，曾用名陈双华。1975年，毕业于西安美术学院，任职于陕西省展览馆;1982年，毕业于中央工艺美术学院，任西安美术学院教师;1984年，海报《绿，来自您的手》获全国美展金奖;1986年，任电影《孩子王 (1987年电影)》美术指导并出演“陈校长”，获第8届金鸡奖最佳美术指导；1988年，任职于深圳万科企业集团艺术总监;1992年，设立陈绍华设计工作室并与业内同道共同创办了中国首届《平面设计在中国》展，后更名为GDC设计奖。1995年，发起成立中国第一个专业设计组织——“深圳平面设计协会SGDA”(Shenzhen Graphic Design Association)；1998年，海报《沟通》获布尔诺国际海报双年展大会主席奖；1999年，公益海报《交通安全-蜥蜴篇》获第九届全国美展银奖；2000年，加入国际设计联盟（AGI）。

## 主要作品
- 2008年北京奥运会申办标志[4]（2000年）
- 中央美术学院院徽（2002年）
- 亚洲银行上海年会会徽[5]（2002年）
- 首届世界智力运动会[6]会徽（2007年）
- 西安世界园艺博览会会徽[7]（2009年）
- 甲午马年[8]（2014年）
- 中国与东盟建立对话关系15周年纪念邮票[9]（2014年）
- 中国-以色列 建交20周年纪念邮票[10]（2015年）
- 世界计量日（2016年）